# Quận Indiana, Pennsylvania
Quận Indiana là một quận trong tiểu bang Pennsylvania, Hoa Kỳ. Quận lỵ đóng ở Indiana6. Theo điều tra dân số năm 2000 của Cục điều tra dân số Hoa Kỳ, quận có dân số người.2 Quận được lập ngày 30 tháng 3 năm 1803 từ Westmoreland và quận quận Clearfield.

## Địa lý
Theo Cục điều tra dân số Hoa Kỳ, quận có diện tích 829 km², trong đó có 5 km2 là diện tích mặt nước.